# Hans Abrahamsson (ishockeyback)
Hans Abrahamsson, född 2 juni 1969, är en svensk före detta ishockeyspelare.
Abrahamsson, som spelade back, inledde sin elitkarriär i Mora IK och värvades 1993 till elitserielaget HV 71. Där blev han svensk mästare 1995. År 1997 återvände Abrahamsson till Mora IK.